# 尼康D7000
尼康 D7000 是一部尼康制造的一千六百万像素级别的数码单反相机，发布于2010年9月15日。
它可被视作尼康D90的续作，但部分性能指标已经接近尼康D300s级别。

## 功能一览
- 1.62千萬像素尼康DX幅面CMOS传感器
- 尼康EXPEED 2影像处理器
- 全高清1080p(24 FPS)支持，最长20分钟拍摄、高清720p(24FPS或30FPS)短片拍攝，並支援拍片時自動對焦(AF-F)及手動曝光
- 改善宽容度的D-Lighting技术
- 两档用户设置记忆
- 3英寸92萬像素 TFT LCD屏幕，170°超宽可视范围
- Live View拍摄模式
- 6张每秒连拍速度（可拍摄100张JPG）
- 2016像素RGB 带场景识别3D彩色测光系统II
- Multi-CAM 4800DX 自动对焦模块，39个对焦点，包含9个十字对焦点
- Live View下可启用面部识别对焦拍摄
- 感光度从100至6400（可扩展至25600）
- 双SD卡插槽，兼容SDXC标准
- 全天候鎂合金機身（仅机背及机顶为金属，即机器顶盖，后盖：镁合金材质）
- 内建传感器清洁系统
- 支持GPS单元直接连接
- 文件格式:JPEG，NEF（尼康自有RAW格式，12/14位采样），MOV(视频编码H.264，音频编码PCM）
- EN-EL15 锂离子电池，寿命约为1050张（CIPA）
- 镜头兼容：尼康F卡口，AF-S，AF-I，AF-D，手动 AI/AIS（内建测光）

### 可选附件
- ML-L3 无线 (红外线)遥控器 ，MC-DC2 快门线
- MB-D11 电池手柄
- GP-1 GPS 单元
- 尼康 Speedlight 闪光灯（兼容尼康CLS创意闪光灯系统）
- 其他尼康或第三方附件，如保护罩，目镜适配器，兼容镜头以及防水套装等

## 引用
1. ↑  . Nikon Corporation. September 15, 2010  [2010-09-15]. （原始内容存档于2011-03-17）.
2. ↑  . Nikon Corporation. September 15, 2010  [2010-09-15]. （原始内容存档于2011-03-17）.